# Vogány
Vogány (Вогањ) magyarok által is lakott település Szerbiában, a Vajdaságban, a Szerémségi körzetben, Ruma községben. Közigazgatásilag hozzá tartozik Magyarolaszi (Marđelos).

## Demográfiai változások
| 1948 | 1953 | 1961 | 1971 | 1981 | 1991 | 2002 |
| ---- | ---- | ---- | ---- | ---- | ---- | ---- |
| 1424 | 1558 | 1687 | 1692 | 1728 | 1628 | 1614 |

## Etnikai összetétel
- 1910-ben 1168 lakosa volt, 267 magyar (22,9%), 777 szerb (66,5%) és 93 német (8,0%), míg a hozzá tartozó Magyarolaszi (Marđelos) településen ekkor 310 lakosból 272 magyar (87,7%) volt
- 1991-ben - Magyarolasszal együtt - 1628 lakosából 103 magyarnak (6,3%), 1381 szerbnek vallotta magát (84,8%)
- 2002-ben 1614 lakosából 76 magyar (4,7%), 1413 szerb (87,5%) volt